# Scopula calcarata
Scopula calcarata är en fjärilsart som beskrevs av Fletcher 1958. Scopula calcarata ingår i släktet Scopula och familjen mätare. Inga underarter finns listade.